# Trượt tuyết nhảy xa tại Thế vận hội Mùa đông 2006
Trượt tuyết nhảy xa tại Thế vận hội Mùa đông 2006 được tổ chức từ ngày 11 tháng 2 đến ngày 20 tháng 2 năm 2006. Đây là một trong một số nhỏ các bộ môn chỉ được thi đấu giữa phái nam tại Thế vận hội.

## Bảng huy chương
|   | Quốc gia  | Vàng | Bạc | Đồng | Tổng |
| - | --------- | ---- | --- | ---- | ---- |
| 1 | Áo        | 2    | 1   | 0    | 3    |
| 2 | Na Uy     | 1    | 0   | 3    | 4    |
| 3 | Phần Lan  | 0    | 2   | 0    | 2    |
|   | Tổng cộng | 3    | 3   | 3    | 9    |

|   | Huy chương | Vận động viên              | Điểm  |
| - | ---------- | -------------------------- | ----- |
| 1 | Vàng       | Lars Bystøl (Na Uy)        | 266,5 |
| 2 | Bạc        | Matti Hautamäki (Phần Lan) | 265,5 |
| 3 | Đồng       | Roar Ljøkelsøy (Na Uy)     | 264,5 |
| 4 |            | Michael Uhrmann (Đức)      | 264,0 |
| 5 |            | Andreas Küttel (Thụy Sĩ)   | 262,5 |
| 6 |            | Janne Ahonen (Phần Lan)    | 261,5 |
| 7 |            | Adam Małysz (Ba Lan)       | 261,0 |
| 8 |            | Michael Neumayer (Đức)     | 260,5 |

|   | Huy chương | Vận động viên               | Điểm  |
| - | ---------- | --------------------------- | ----- |
| 1 | Vàng       | Thomas Morgenstern (Áo)     | 276,9 |
| 2 | Bạc        | Andreas Kofler (Áo)         | 276,8 |
| 3 | Đồng       | Lars Bystøl (Na Uy)         | 250,7 |
| 4 |            | Roar Ljøkelsøy (Na Uy)      | 242,8 |
| 5 |            | Matti Hautamäki (Phần Lan)  | 242,4 |
| 6 |            | Andreas Küttel (Thụy Sĩ)    | 239,1 |
| 7 |            | Bjørn Einar Romøren (Na Uy) | 238,2 |
| 8 |            | Okabe Takanobu (Nhật Bản)   | 236,8 |

## K120 đồng đội
|   | Huy chương | Vận động viên                                                                | Điểm  |
| - | ---------- | ---------------------------------------------------------------------------- | ----- |
| 1 | Vàng       | Andreas Widhölzl, Andreas Kofler, Martin Koch, Thomas Morgenstern (Áo)       | 984,0 |
| 2 | Bạc        | Tami Kiuri, Janne Happonen, Janne Ahonen, Matti Hautamäki (Phần Lan)         | 976,6 |
| 3 | Đồng       | Lars Bystøl, Bjørn Einar Romøren, Tommy Ingebrigtsen, Roar Ljøkelsøy (Na Uy) | 950,1 |
| 4 |            | Michael Neumayer, Martin Schmitt, Michael Uhrmann, Georg Späth (Đức)         | 922,6 |
| 5 |            | Stefan Hula, Camil Stoch, Robert Mateja, Adam Małysz (Ba Lan)                | 894,4 |
| 6 |            | Ito Daiki, Ichinohe Tsuyoshi, Kasai Noriaki, Okabe Takanobu (Nhật Bản)       | 893,1 |
| 7 |            | Michael Möllinger, Simon Ammann, Guido Landert, Andreas Küttel (Thụy Sĩ)     | 886,9 |
| 8 |            | Denis Kornilov, Dmitry Ipatov, Dmirty Vassiliev, Ildar Fatchulin (Nga)       | 236,8 |